# Jules en Gédéon Naudet

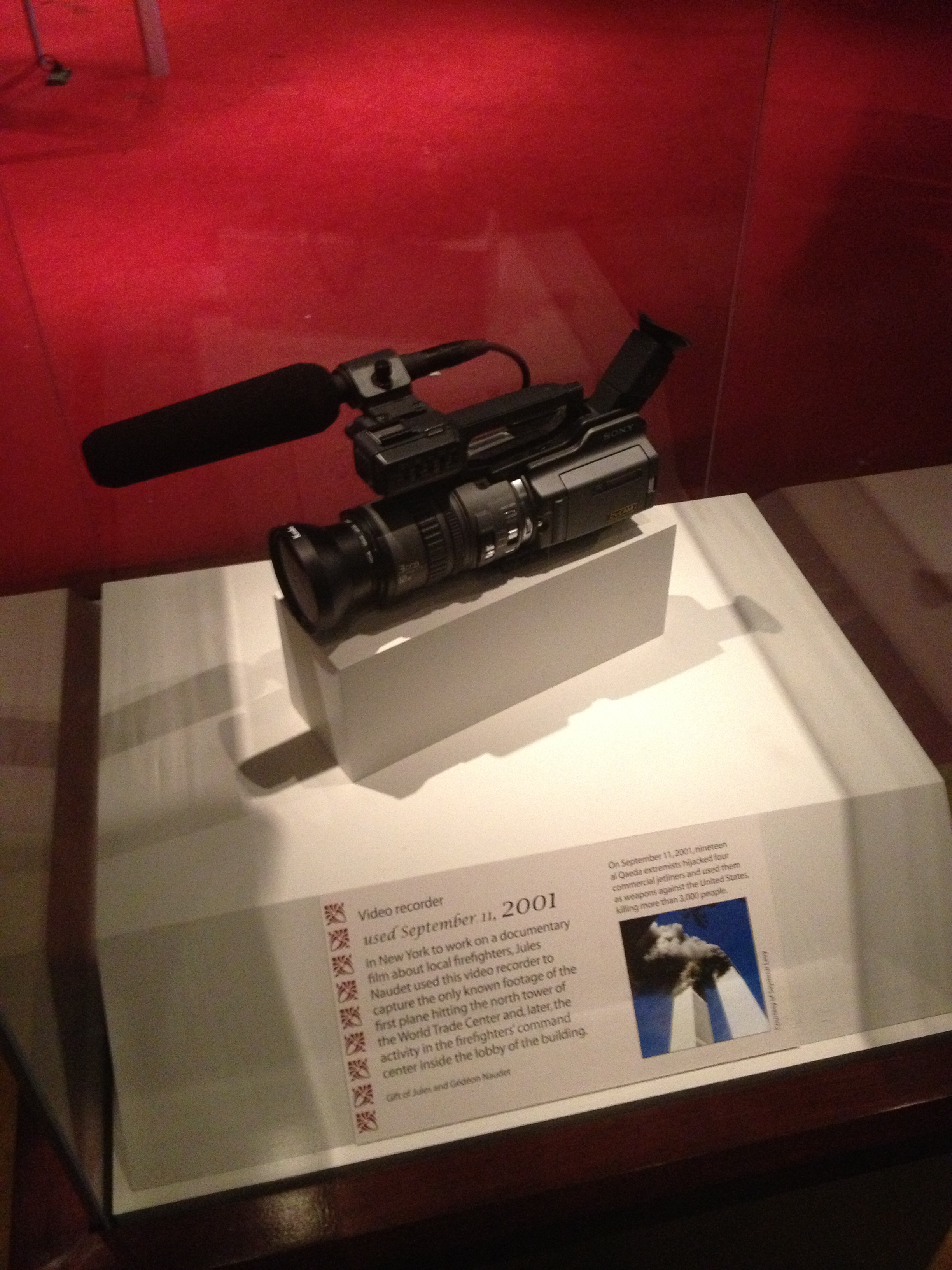
Camcorder gebruikt door Jules Naudet op 11 september 2001, die de inslag van American Airlines-vlucht 11 in de North Tower van het World Trade Center vastlegde

Jules Clément Naudet (Parijs, 26 april 1973) en Thomas Gédéon Naudet (Parijs, 27 maart 1970) zijn twee Franse broers en documentairemakers. Ze zijn vooral bekend geworden door het toevallig filmen van de eerste aanslag op 11 september op het World Trade Center (WTC).
Het filmen van deze aanslag was puur toeval. De documentairemakers volgden de inwijding van een aspirant-brandweerman in New York, maar kwamen terecht bij 's werelds grootste terreuraanslag. Aangekomen op de locatie, vloog het eerste vliegtuig over. Jules Naudet draaide om het vliegtuig te zien en maakte daarbij een van de drie opnamen van het eerste vliegtuig dat de North Tower van het World Trade Center binnenvloog (het tweede vliegtuig dat insloeg in de South Tower van het World Trade Center werd door veel meer camera's gevolgd, de tweede explosie was rechtstreeks te zien op CNN). 
Later ging hij naar de lobby van de North Tower, waar de brandweer zich probeerde te organiseren. Hij was nog steeds binnen toen de South Tower instortte. Zijn broer bleef in de kazerne en liep daarna naar het WTC-complex, waarbij hij de aanslag op de South Tower filmde.
De opnamen vormden de basis voor hun film 9/11 uit 2002.
In 2018 brachten ze de docureeks 13 Novembre: Fluctuat Nec Mergitur (Engelstalige titel: November 13: Attack on Paris) uit, over de aanslagen in Parijs op 13 november 2015.